# Oberbüren
Oberbüren est une commune suisse du canton de Saint-Gall, située dans la circonscription électorale de Wil.

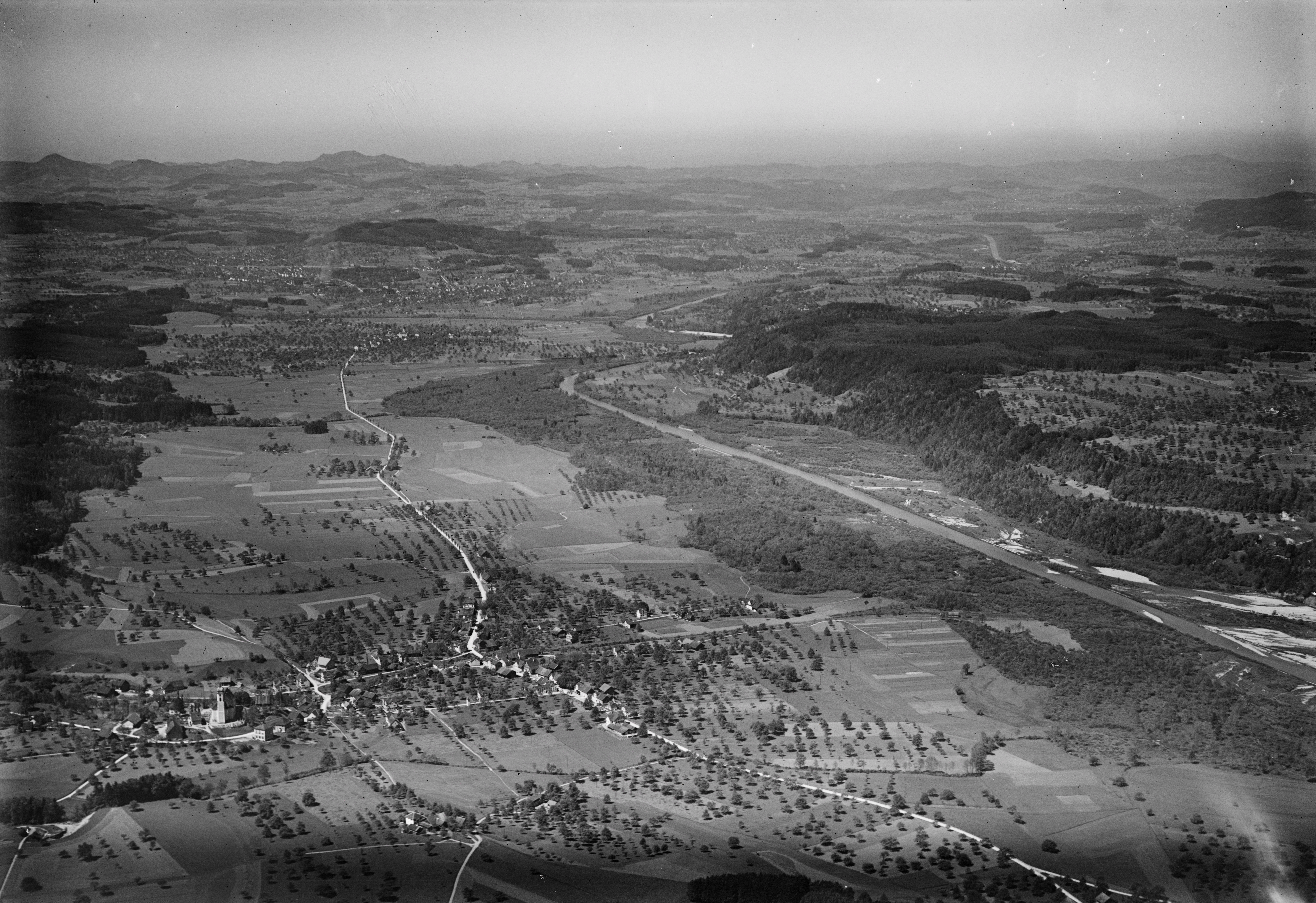
Photo aérienne prise à 600 m par Walter Mittelholzer (1929)